# Georges Gredt
Georges Gredt (* 8. Dezember 1897 in Differdingen; † 19. November 1970 in Luxemburg) war ein luxemburgischer Ingenieur.

## Werdegang
Gredt wurde als älteres von zwei Kindern des Ingenieurs Paul Gredt (1867–1934) in Differdingen geboren. Sein Vater war dort Hüttendirektor (zu jener Zeit bestand das Stahlwerk noch nicht). 
Nach seinen Ingenieurstudien an der Technischen Hochschule Aachen promovierte er im August 1923 an der ETH Zürich zum Dr. der Ingenieurwissenschaften und war danach zunächst für das Stahlunternehmen Röchling Völklingen tätig. Später ging er nach Paris und wurde Berater im Bureau de Vente des Aciers de la Sarre. Schließlich übernahm er Geschäfte seines Vaters. 
Nach dem Zweiten Weltkrieg war er eine Zeitlang Direktor des luxemburgischen Kriegsschäden- und Wiederaufbauamtes.
Wie sein Vater (und später einer seiner Söhne) war er Generalkonsul von Schweden in Luxemburg. Daneben war er zeitweise Präsident des Touring Clubs. 1931 heiratete er Marie ("May") Kauffman (* 1908), die Tochter des ehemaligen Staatsministers und Regierungschefs Léon Kauffman, mit der er vier Söhne hatte, wovon einer früh verstarb.
Georges Gredt war ein Neffe des bekannten Benediktinerpaters und Philosophen Joseph Gredt.

## Ehrungen
- 1960: Großes Verdienstkreuz der Bundesrepublik Deutschland